# Schizomitrium mexicanum
Schizomitrium mexicanum là một loài Rêu trong họ Hookeriaceae. Loài này được (H. Rob. & W.H. Welch) F.D. Bowers mô tả khoa học đầu tiên năm 1985.